# Демонасса (дочка Амфіарая)
Демонасса (дав.-гр. Δημώνασσα) — персонаж давньогрецької міфології, дочка аргоського царя Амфіарая і Еріфіли, сестра Алкмеона, Амфілоха і Еврідіки.
Її чоловіком був один з епігонів Терсандр, цар Фів, від якого вона народила Тісамена, майбутнього царя цього міста. Вона була зображена разом з матір'ю, братами і сестрою на кратері, що стояв біля входу до житла її батька Амфіарая. 